# 維爾德訥德勒山

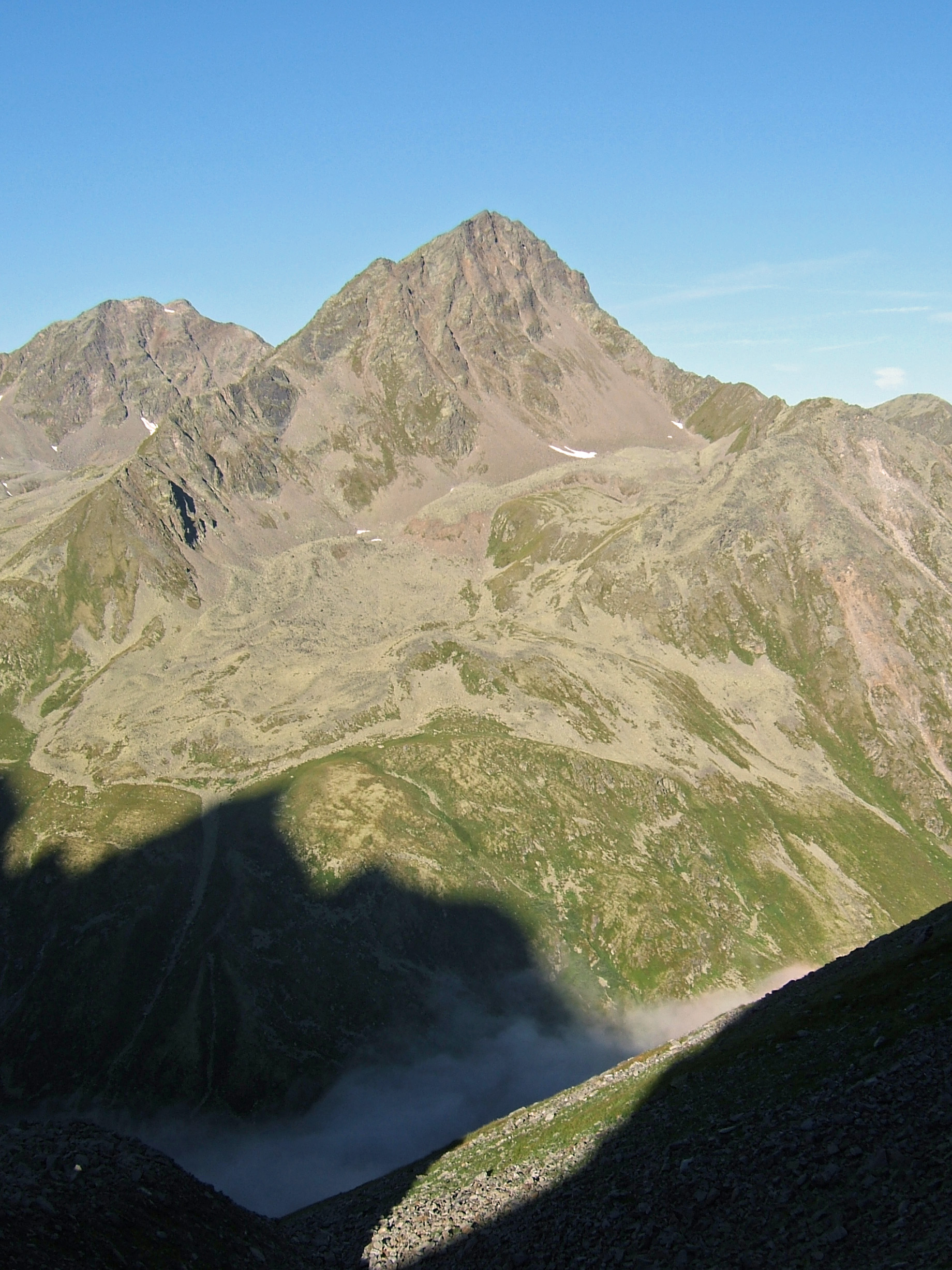

46°53′29″N 10°36′55″E / 46.89139°N 10.61528°E
維爾德訥德勒山（德語：Wildnörderer），是奧地利的山峰，位於該國西部，由蒂羅爾州負責管轄，屬於奧茨塔爾阿爾卑斯山脈的一部分，距離塞卡山1.9公里，海拔高度3,015米，每年平均降雨量1,357毫米，人類在1894年首次登頂。